# ساشين ليتلفيزر
ساشين ليتلفيزر (بالإنجليزية: Sacheen Littlefeather) (14 نوفمبر 1946 - 2 أكتوبر 2022)، هي ناشطة ناشطة حقوق مدنية أمريكية من الهنود الحمر وهي رئيسة (منظمة الحفاظ على تراث الهنود الحمر) ولدت في (14 نوفمبر 1946، ساليناس - كاليفورنيا - الولايات المتحدة).

اشتهرت من خلال تقديم خطاب باسم الممثل مارلون براندو في حفل الأوسكار، عندما رفض جائزة الأوسكار احتجاجا على معاملة الهنود الحمر في 27 مارس 1973.

نص ماقالته في حفل الأوسكار.

| ساشين ليتلفيزر | لقد جئت إلى هنا لكي أعلن عن رفض الفنان مارلون براندو لتلك الجائزة بسبب سوء معاملة هوليوود و المجتمع الأمريكي للهنود الحمر أساس أمريكا و المواطنين الأصليين لتلك الأرض و لو كان الوقت يتسع لديكم لقمت بقراءة هذا الخطاب الذي معي و لكن ما أقوله لكم خلاصة الخطاب | ساشين ليتلفيزر |

## اعتذار الأوسكار
بعد 50 عاماً، قدمت أكاديمية فنون وعلوم الصور المتحركة، المشرفة على حفل توزيع جوائز الأوسكار، اعتذارا رسميا لساشين ليتلفيزر، عما تعرضت له من إساءة وتمييز وهجوم خلال حفل توزيع الجائزة عام 1973. ورحبت ليتلفيزر بالاعتذار، رغم تأخره، وقبلت الدعوة لتكون ضيفة شرف لأمسية مداواة جراح السكان الأصليين التي يستضيفها متحف الأكاديمية في 17 سبتمبر/أيلول 2022.

## وفاتها
توفيت ليتلفيزر الفي الثاني من أكتوبر/تشرين أول عام 2022، عن عمر ناهز 75 عاما، بعد معاناتها مع مرض سرطان الثدي.

## روابط خارجية
- ساشين ليتلفيزر على موقع IMDb (الإنجليزية)
- ساشين ليتلفيزر على موقع ألو سيني (الفرنسية)
- ساشين ليتلفيزر على موقع أول موفي (الإنجليزية)
- ساشين ليتلفيزر على موقع قاعدة بيانات الأفلام السويدية (السويدية)
- ساشين ليتلفيزر على موقع ديسكوغز (الإنجليزية)
- ساشين ليتلفيزر على موقع قاعدة بيانات الفيلم (الإنجليزية)
- ساشين ليتلفيزر على موقع كينوبويسك (الروسية)